# Santander (comarca)
Santander (o Bahía de Santander) es una comarca de Cantabria (España). Está limitada al oeste por la comarca del Besaya, al sur con la de los Valles Pasiegos, al este con la de Trasmiera y al norte linda con el mar Cantábrico. Es de carácter claramente industrial y urbano, está constituida por el propio municipio de Santander (capital de la comarca), y el arco de la bahía y al sur hasta el municipio de Penagos y la sierra de La Matanza. 
La población total de la comarca alcanza la cifra de 272 325 habitantes, según datos del INE del año 2013 (ver tabla). Según los datos del mismo año, sus tres núcleos más poblados, de mayor a menor, son: Santander (176 064), Camargo (31 334) y Piélagos (24 077). Y sus tres núcleos menos poblados, de menor a mayor, son: Penagos (2020) y Villaescusa (3802) y Miengo (4654).
Cabe destacar que una porción de esta comarca junto con parte de la comarca del Besaya y algunos municipios de otros territorios, forma el área metropolitana de Santander-Torrelavega. Esta conurbación está formada principalmente por ambas ciudades, pero que junto a las localidades y municipios colindantes constituye un importante área de servicios e industria, que en la lista de las áreas metropolitanas sobrepasaba en 2013 los 400 000 habitantes en España, ocupa la 20.ª posición.
A pesar de que ya existe una ley de comarcalización de Cantabria, esta todavía no ha sido desarrollada por lo tanto la comarca no tiene entidad real. A finales de 2004 en el Plan de Gobernanza del Gobierno de Cantabria recogía de nuevo el interés político de desarrollar el área metropolitana de Santander, si bien este no llegó a abordarse a pesar de ser un tema recurrente en las agendas de los diferentes partidos políticos.

## Municipios de la comarca
- El Astillero
- Camargo
- Miengo
- Penagos
- Piélagos
- Santa Cruz de Bezana
- Santander
- Villaescusa

## Destacado
| - Península de la Magdalena. - El Sardinero. - Catedral de Santander. | - Área metropolitana de Santander-Torrelavega. - Bahía de Santander. - Puerto de Santander. |

## Galería

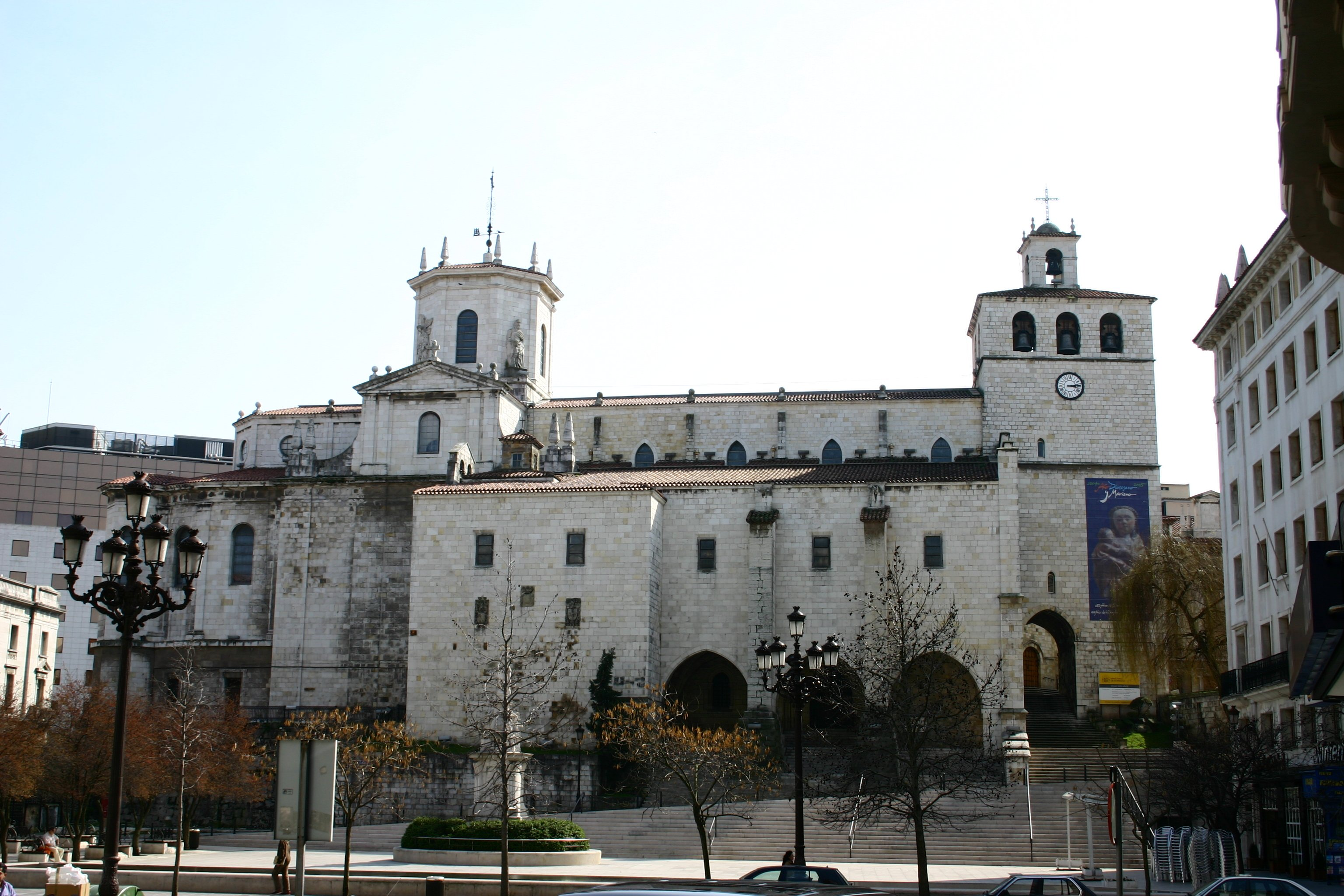
Catedral de Santander
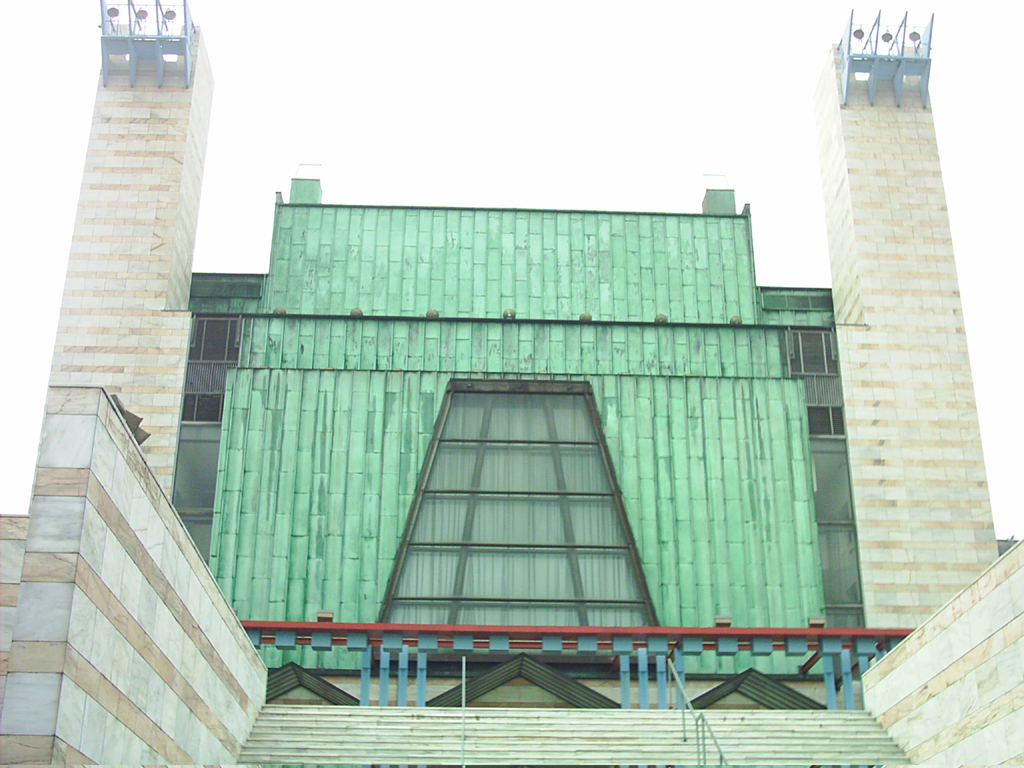
Palacio de Festivales en Santander
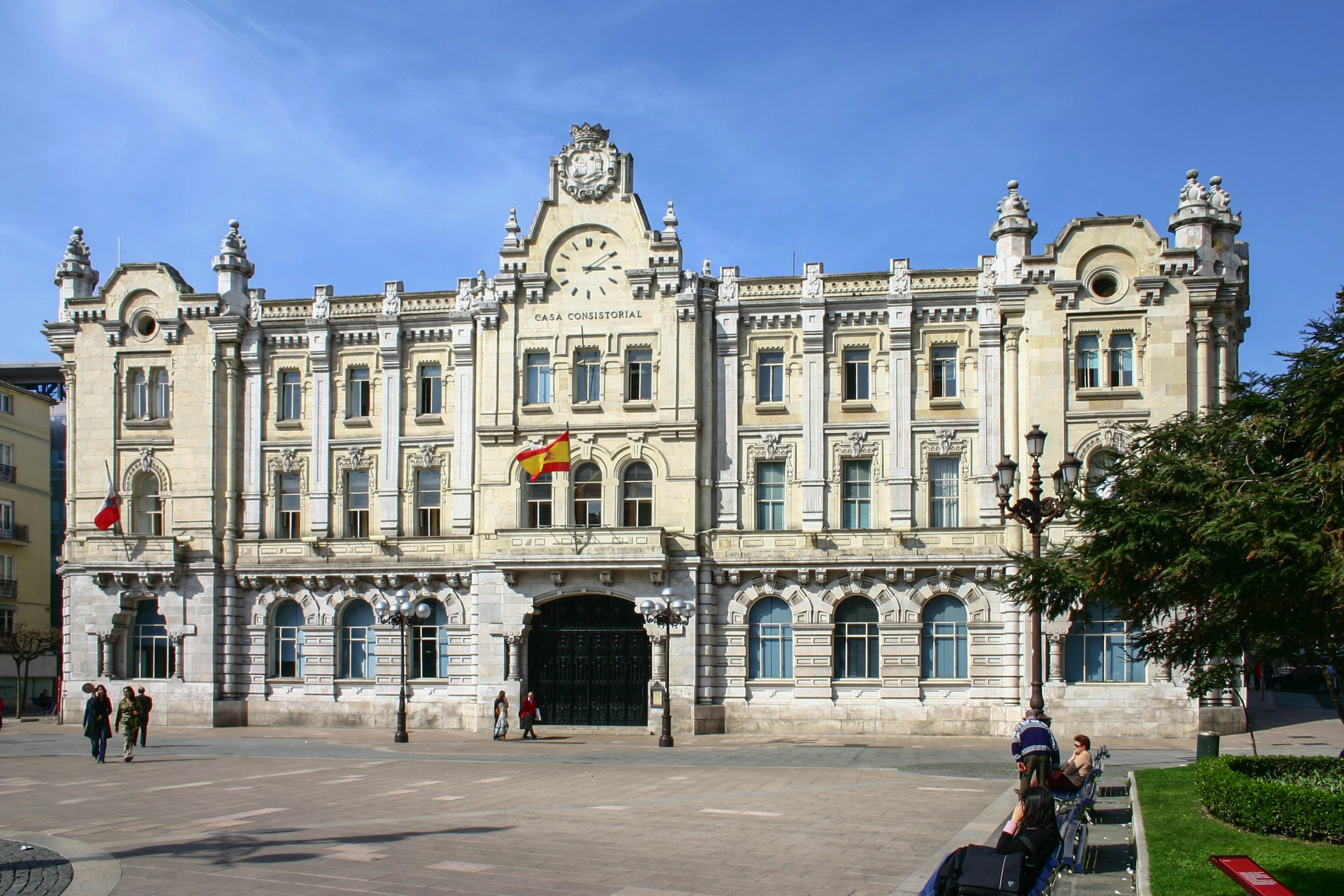
Ayuntamiento de Santander
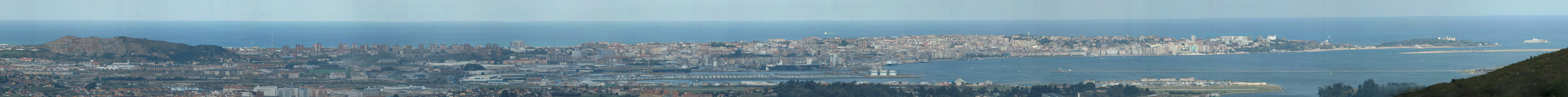
Panorámica de la bahía de Santander
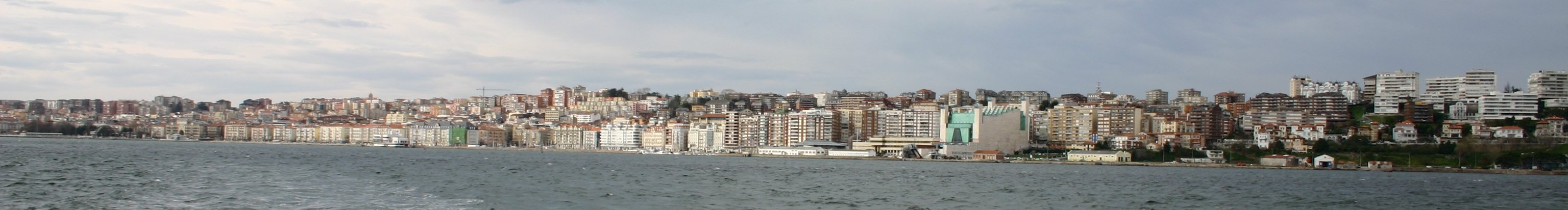
Panorámica de la ciudad de Santander
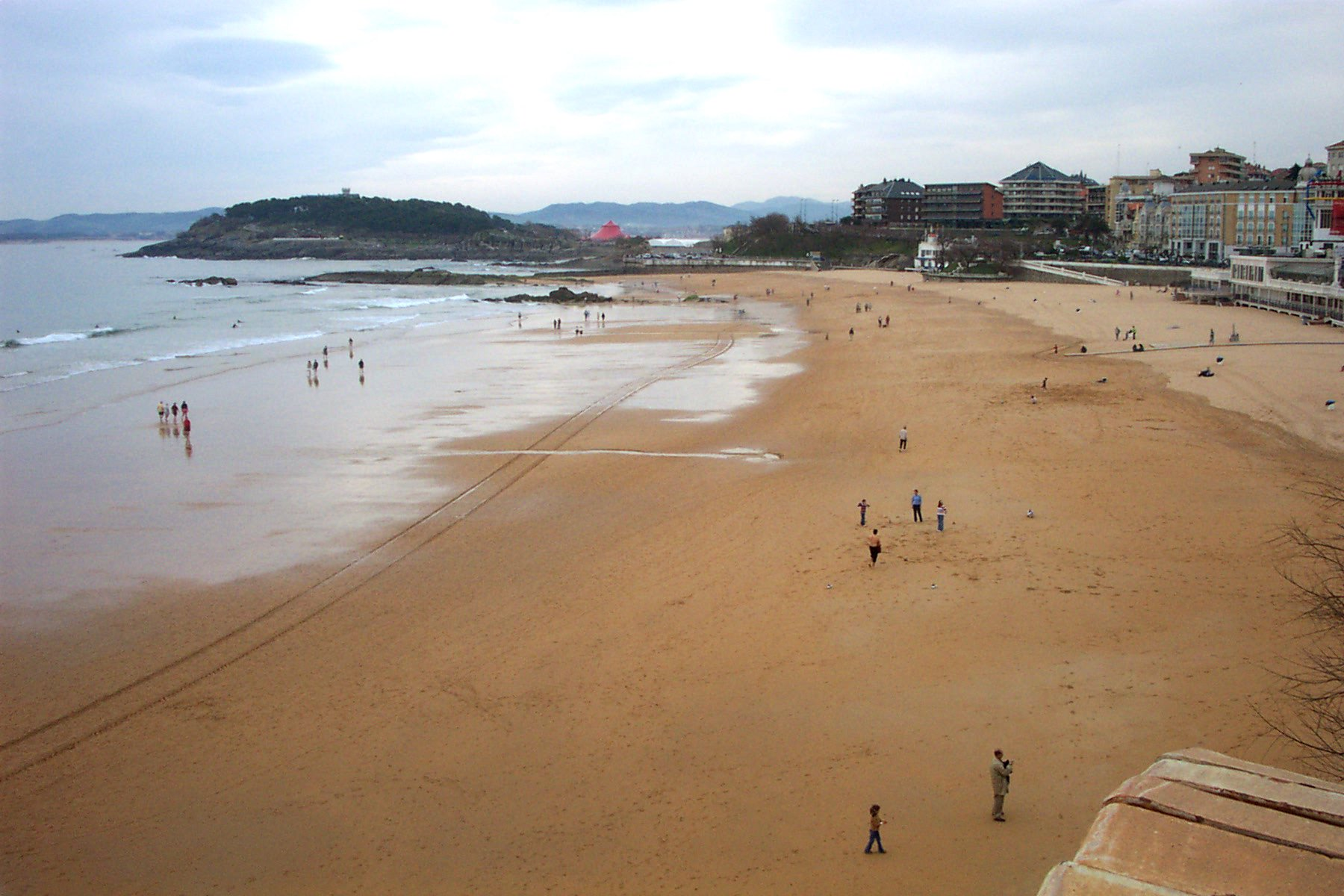
Segunda playa de El Sardinero